# あまくない
「あまくない」は、フラワーカンパニーズの楽曲である。フラワーカンパニーズの24枚目のシングルとして2017年2月12日に発売された。

## 概要
シングル作品としては前作より約4年ぶりのリリースで、自主レーベルのカレーライスレコードより発売された。
バンドは「ゴー!ゴー!ライブハウスキャンペーン!」と題し、今作を全国のライヴハウス及び、全国ツアー「フラカン28号」の会場限定で販売している。

## 収録曲
| 全作詞・作曲: 鈴木圭介（#4のみ大木温之）、全編曲: フラワーカンパニーズ。 |                                              |                              |                              |      |
| #                                                                        | タイトル                                     | 作詞                         | 作曲・編曲                   | 時間 |
| 1.                                                                       | 「あまくない」                               | 鈴木圭介（#4のみ 大木温之 ） | 鈴木圭介（#4のみ 大木温之 ） | 4:51 |
| 2.                                                                       | 「すべての若さなき野郎ども」                 | 鈴木圭介（#4のみ 大木温之 ） | 鈴木圭介（#4のみ 大木温之 ） | 3:32 |
| 3.                                                                       | 「最後にゃなんとかなるだろう」               | 鈴木圭介（#4のみ 大木温之 ） | 鈴木圭介（#4のみ 大木温之 ） | 3:08 |
| 4.                                                                       | 「とどめをハデにくれ」(The ピーズのカヴァー) | 鈴木圭介（#4のみ 大木温之 ） | 鈴木圭介（#4のみ 大木温之 ） | 3:02 |
| 合計時間:                                                                | 合計時間:                                    | 14:33                        |                              |      |

## 演奏
- 鈴木圭介 - ボーカル
- グレートマエカワ - ベース
- 竹安堅一 - ギター
- ミスター小西 - ドラム

## = 脚注